# Saint-Ybars
Saint-Ybars – miejscowość i gmina we Francji, w regionie Oksytania, w departamencie Ariège.
Według danych na rok 1990 gminę zamieszkiwały 512 osoby, a gęstość zaludnienia wynosiła 21 osób/km² (wśród 3020 gmin regionu Midi-Pyrénées Saint-Ybars plasuje się na 581. miejscu pod względem liczby ludności, natomiast pod względem powierzchni na miejscu 432.).